# Рогово (Минский район)
Рогово (бел. Рагава́) — деревня в Минском районе Минской области Республики Беларусь. Административный центр Шершунского сельсовета.

## География
Расположена в 35 км в направлении на северо-запад от Минска, в 12 км от железнодорожной станции Радошковичи.
Пролегает дорога Н8964.
Ближайшие населённые пункты Агарки, Збаровичи, Жуки, Пухляки и др.

### Гидрография
Река Гуйка.

## Этимология
Деревня находилась при почтовой дороге из Вильни в Минск и образовывала крайний угол или "рог" владений помещика Володковича (Новый Двор), по этой причине, следует, что и пошло название деревни.

## История

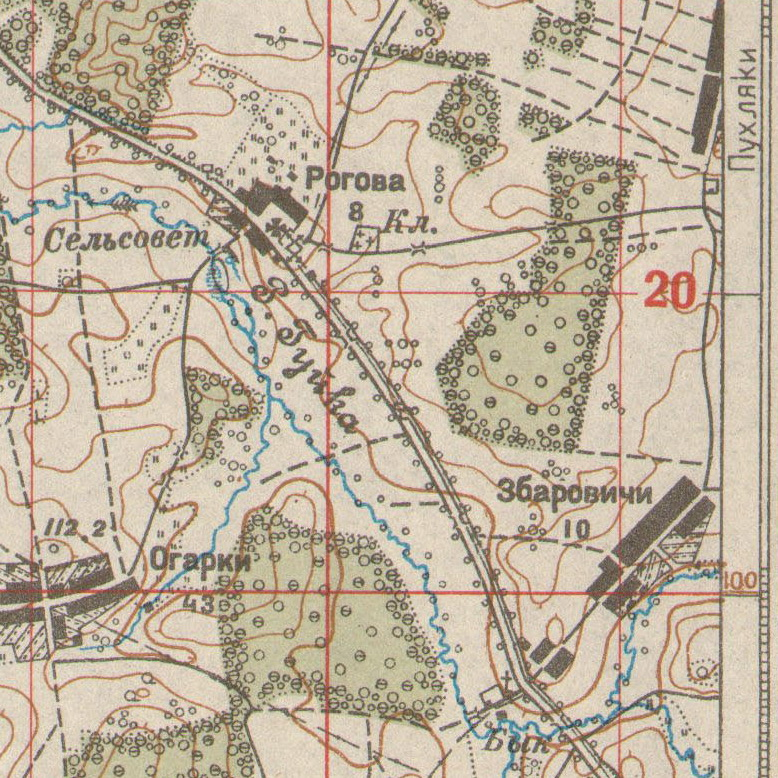
Рогово на карте 1908/1928 г. с указанием местонахождения бывшей церкви

В начале 1860-х годов население Рогового состояло из двух дворов: помещик построил здесь кирпичный и кожевенный заводы и поселил исключительно мастеровых; заводы действовали до 1890 года.
Первая церковь во имя святого Георгия была построена в 1814 году помещиком Володковичем. В ней была посуда оловянная, копье железное, кресты медные, подсвечники деревянные с такими же свечами.
Более поздний каменный храм во имя равноапостольных Константина и Елены, построенный за казенный счет, освящен 8 сентября 1869 года. В храме — серебряный, позолоченный потир с надписью: «Вклад Благоверных Государей Великих Князей Александра, Сергея, Павла Александровичей и Благоверной Государыни Великой Княжны Марии Александровны, 1863 г.»; напрестольный серебряный позолоченный крест с вензелем Великой Княгини Елены Павловны; Евангелие в письмо в переплете малинового бархата с серебряными изображениями евангелистов с надписью: «Вклад Благоверного Государя Наследника Цесаревича и Великого Князя Николая Александровича»; Евангелие в 1/4 л. — также вклад Наследника Цесаревича; две фарфоровые свечи, выс. 1 арш. с украшением, - «дар Ее Императорского Величества Государыни Императрицы Марии Александровны, 1863 г.»
По состоянию на 1876 год прихожанами церкви в Рогово были жители деревень Пухляки, Грини, Жуки, Головачи, Косачи, Щедровщина, Мидровщина, Петьковичи, Хотяновщина, Бахметовка, Горы, Агарки, Кисели, Ермаки, Ревкутьевичи и Камки.
В церковном архиве сохранился следующий документ, данный помещиком Володковичем 29 декабря 1813 года: «Во владение церкви — 1 уволока 8 моргов 221 прент 37 1/2 прутиков земли, плац для дома, устроенного для богадельни; ежегодно выдавать настоятелю 200 злотых, на вино и свечи 100 злотых, дьячку или пономарю, который должен содержать школу и учить приходских крестьянских детей — 200 злотых. Если церковь перестанет быть униатской, то вклад возвращается вотчинникам».
Прихожане — униаты перешли в православие в 1839 году, с 1868 года стали переходить католики.
В 1905 году в Радошковской волости Вилейского уезда Виленской губернии.
С 13 июня 1929 года по 20 января 1960 года и с 1968 года по 28 мая 2013 года деревня являлась центром Роговского сельсовета.

## Население

### Численность
- 2012 год — 59 человек

### Динамика
- 1864 год — 9 человек
- 1999 год — 55 человек (перепись населения)
- 2001 год — 66 человек, 33 дворов
- 2009 год — 71 человек (перепись населения)[5]
- 2012 год — 59 человек

## Достопримечательность

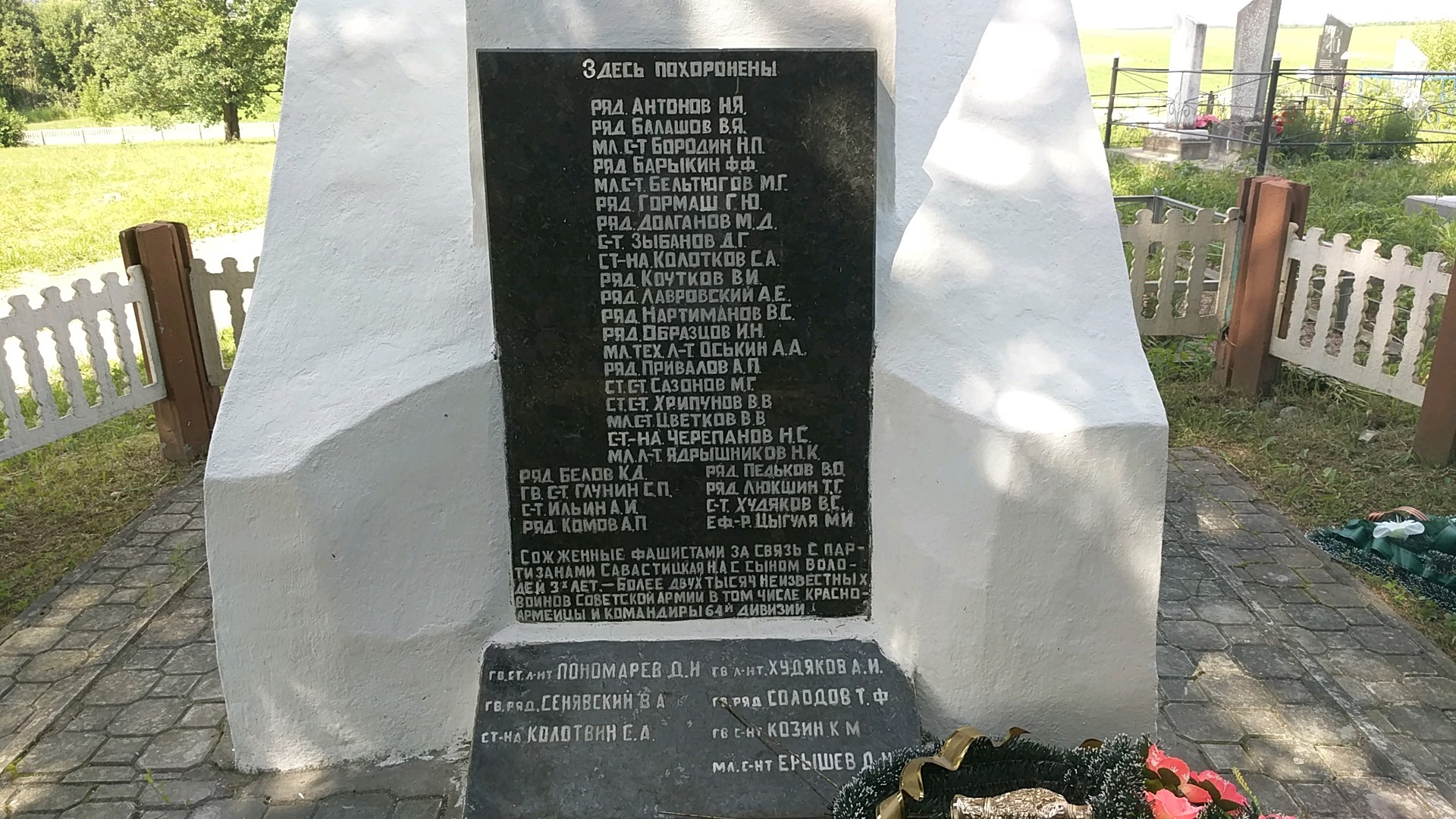
Военное захоронение

- Военное захоронениеВоенное захоронение. В 1969 году на могиле был установлен памятник – скульптура воина.
- Родник Святого Яна

### Утраченное наследие
- Православная церковь Св. Георгия (деревянная, построенная в 1814 году усилиями Мельхиора Володковича)
- Православная церковь равноапостольных Константина и Елены (1869)
- Часовня при кладбище (построена в 1814 г.)

## Известные лица
- Павел Николаевич Косач (1887—1977) — белорусский деятель самодеятельного искусства, композитор, заслуженный деятель культуры Беларуси.